# صبير (بعدان)

تعديل مصدري - تعديل

صبير محلة تابعة لقرية منعمة، التابعة لعزلة دلال بمديرية بعدان إحدى مديريات محافظة إب في الجمهورية اليمنية، بلغ تعداد سكانها 230 حسب تعداد اليمن لعام 2004.